# Bataille de Kaiapit
Seconde Guerre mondiale
Batailles
- Nadzab
- Kaiapit
- Dumpu
- Monticule John–Crête Trevor
- The Pimple
- Crête Shaggy
- Madang

La bataille de Kaiapit est une bataille qui oppose les forces australiennes et japonaises durant la campagne des monts Finisterre lors de la Seconde Guerre mondiale. Elle se déroule du 19 au 20 septembre 1943 en Nouvelle-Guinée